# Clemensia mucida
Clemensia mucida är en fjärilsart som beskrevs av William Schaus 1911. Clemensia mucida ingår i släktet Clemensia och familjen björnspinnare. Inga underarter finns listade i Catalogue of Life.